# Vụ ám sát bất thành Robert Fico
Ngày 15 tháng 5 năm 2024, thủ tướng Slovakia Robert Fico bị bắn hụt và thương nặng trong một vụ ám sát ở Handlová, Slovakia. Vụ nổ súng xảy ra trước Nhà văn hóa của thị trấn sau cuộc họp chính phủ.